# Tetraplodon tomentosus
Tetraplodon tomentosus är en bladmossart som beskrevs av Aloysio Sehnem 1976. Tetraplodon tomentosus ingår i släktet lämmelmossor, och familjen Splachnaceae. Inga underarter finns listade i Catalogue of Life.